# Euterpina acutifrons
Euterpina acutifrons är en kräftdjursart som först beskrevs av James Dwight Dana 1849.  Euterpina acutifrons ingår i släktet Euterpina och familjen Euterpinidae. Arten är reproducerande i Sverige. Inga underarter finns listade i Catalogue of Life.